# Svalbardosaurus
Svalbardosaurus es un género extinto de ictiosaurio del  Triásico Inferior.
La especie tipo es Svalbardosaurus crassidens, nombrada y descrita por Jean-Michel Mazin en 1981. El nombre del género se refiere al archipiélago de Svalbard, del cual la isla de Spitsbergen es parte, y en donde se hallaron los restos de ese animal. El nombre de la especie significa "diente grueso" en latín. El género se basa solamente en algunos dientes cónicos y es frecuentemente considerado como un nomen dubium.